# Montferland (commune)
Pour les articles homonymes, voir Montferland.
Montferland est une commune néerlandaise, en province de Gueldre. La commune a été formée le 1er janvier 2005 par la fusion des anciennes communes de Bergh et de Didam. La commune a été appelée d'après la région naturelle de Montferland, dans laquelle elle est située.